# Чичканова, Вера Ивановна
Вера Ивановна Чичканова (Хадерер) (1921, Лысые Горы, СССР — 2008, Комсомольск, Томская область, Россия) — советский врач-терапевт. Герой Социалистического Труда (1978).

## Биография
Родилась 19 декабря 1921 года в посёлке Лысые Горы, Саратовской губернии в семье поволжских немцев.
В период Великой Отечественной войны семью Хадереров, как и других немцев выслали в Томск.
В 1944 году В. И. Чичканова окончила Томский медицинский институт и работала в больнице в селе Пышкино-Троицкое.
С 1944 по 1997 годы — работала врачом-терапевтом в Туганской районной больнице № 2 в селе Александровское Томского района, Томской области (в 1987 году получила новое название — «Октябрьская районная больница № 2»; ныне — Октябрьское отделение Светленской районной больницы № 1). В. И. Чичканова в течение ряда лет являлась единственным врачом на два десятка деревень, разбросанных на сто с лишним километров.
2 декабря 1966 года Указом Президиума Верховного Совета СССР «за отличие в труде» В. И. Чичканова была награждена Орденом Трудового Красного Знамени.
20 июля 1971 года Указом Президиума Верховного Совета СССР «за большие заслуги в области здравоохранения» В. И. Чичканова была награждена Орденом Ленина.
23 октября 1978 года Указом Президиума Верховного Совета СССР «за большие заслуги в развитии народного здравоохранения» Вера Ивановна Чичканова была удостоена звания Героя Социалистического Труда с вручением Ордена Ленина и золотой медали «Серп и Молот».
Помимо основной деятельности В. И. Чичканова неоднократно избиралась депутатом Томского районного совета депутатов и членом Томского райкома КПСС.
С 1997 года находилась на пенсии.
Последние годы жила в поселке Комсомольск Томской области. Умерла 14 января 2008 года, похоронена в селе Октябрьское Томского района.

## Награды
- Медаль «Серп и Молот» (23.10.1978)
- Орден Ленина (20.07.1971, 23.10.1978)
- Орден Трудового Красного Знамени (2.12.1966)